# زبان فارسی در هند
زبان و ادب فارسی در هند سابقهٔ دیرینه‌ای دارد. دربارهٔ پیشینهٔ رواج زبان و ادب پارسی در شبه‌قاره، از مدارک تاریخی چنین برمی‌آید که در سدهٔ سوم هجری، برای نخستین بار هندوان فرصت یافتند تا با فارسی‌زبانان آشناییِ مؤثر پیدا کنند. در آن زمان بنا به قول ابن حوقل در صوره‌الارض و اصطخری در المسالک و الممالک، مردمِ «مُلتان» و «منصوره» به زبان عربی و سِندی، و مردم «مُکران»، به زبان فارسی سخن می‌گفتند. در اوایل سده چهارم هجری، در سِند شاعری ظهور کرد مشهور به رابعه بنت کعب که اشعار فصیح دلکشی از او در قدیمی‌ترین تذکره‌ها نقل شده‌است و می‌رسانَد که در زمان او، زبان فارسی در سِند رواج داشته‌است. در حدود یک میلیون نسخه خطی به زبان فارسی در هند وجود دارد که این میزان یک دهم کل نسخ خطی موجود در این کشور است و خط فارسی در منابع علمی کشور هند بسیار رایج است.

## پیشینه تاریخی

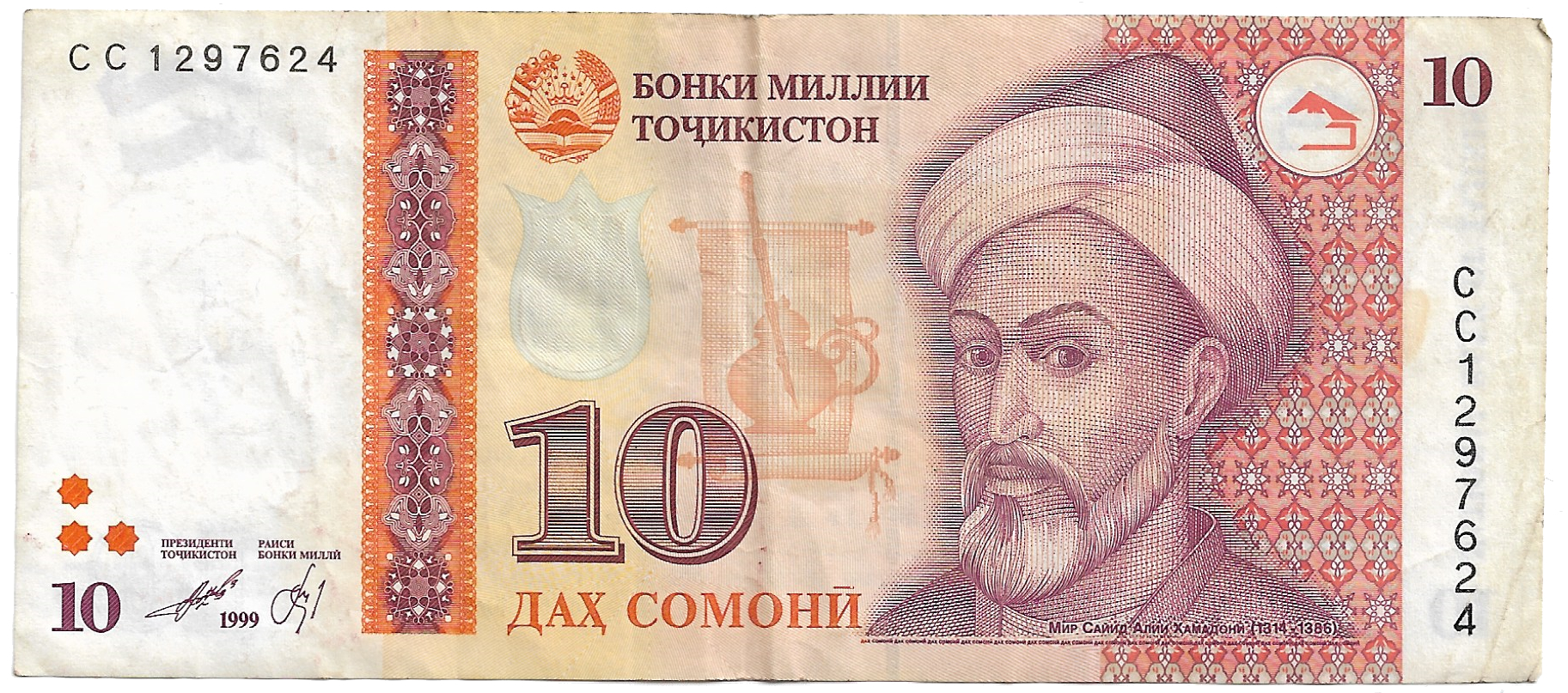
تصویر خیالی همدانی بر روی اسکناس ده سامانی تاجیکستان

در هند زبان فارسی تقریباً هزار سال، زبان علمی، ادبی و زبان رسمی بوده‌است. تا حدود دویست سال قبل و پیش از آن که هندوستان مستعمره انگلستان شود، زبان فارسی نخستین زبان رسمی و زبان فرهنگی و علمی این کشور به‌شمار می‌رفت. زبان فارسی که در دوره غزنویان به هند راه یافت؛ با تأسیس امپراطوری گورکانیان در هندوستان به اوج پیشرفت خود رسید و زبان رسمی هند شد؛ شاعران بزرگی هم‌چون بیدل دهلوی، امیرخسرو دهلوی و دستگاه شعری سبک هندی را در خود پروراند و بخش‌های زیادی از تاریخ و ادبیات هند به این زبان نگاشته شده‌است؛ اما پس از استعمار، انگلیسی‌ها در سال ۱۸۳۲ میلادی، با اجبار زبان انگلیسی را جایگزین زبان فارسی کردند. انگلیسی‌ها متوجه شدند که زبان فارسی، قرن‌ها در هند بوده و مباحث علمی و فرهنگ و تاریخ به زبان فارسی و در ادبیات فارسی حفظ شده بود. آن‌ها می‌خواستند که این ارتباط با نسل‌های بعد قطع شود و مردم و تمدن هند، از این میراث دور بشود. این یک توطئه بزرگ بود که در آن زمان مردم، یا خیلی متوجه نشدند، یا اینکه مجبور بودند به آن تن دهند. بعدها هم این‌ها زبان‌ها را با شناخت‌های مختلف، یعنی با گروه‌های مردم مختلف وابسته کردند و از طریق این سیاست، بعد مردم فکر کردند که زبان فارسی به عنوان یک زبان خارجی است؛ یا اینکه زبان یک گروه خاص است و به این دلایل زبان فارسی را نادیده گرفتند. باز هم چون تقریباً تمام زبان‌های جدید هند، تحت تأثیر زبان فارسی بوده و شعر، ادب، وزن‌ها و اصطلاحات فراوان فارسی، در تمام این زبان‌ها در سراسر هند حضور دارد؛ بنابراین زبان فارسی در هند ادامه پیدا کرده و خیلی از کتاب‌های مذهبی از هزاران نویسنده از ادیان و گروه‌های مختلف در هند، به زبان فارسی است. خیلی چیزها، چه در تمدن و فرهنگ و تاریخ هند و چه در رشته‌های مختلف علمی و اسناد و حتی اسناد زمین و املاک به زبان فارسی است. اصطلاحات و تقریباً تمام کتاب‌های ادیان هند در زبان فارسی ترجمه شده و از طریق این ترجمه ادیان و فلسفه هند، نه تنها در غرب، بلکه در کل دنیا معرفی شده‌است.
شواهد نشان می‌دهد که قبل از غزنویان عده ای در بخش مرکزی هند به زبان فارسی صحبت می‌کرده‌اند. در طی آن زمان کلیه مراودات، مکاتبات، نامه نگاری‌ها و اسناد دولتی که توسط شاهان و درباریان انجام و به سراسر جهان ارسال می‌شد به زبان فارسی بود که موجب گسترش این زبان شد. این زبان در مدارس و مکتب خانه‌ها و بین دانشمندان رواج داشت و لذا در زبان وادب محلی هند و بین قشرها مختلف جامعه نیز نفوذ پیدا کرده و ماندگار شد. یکی از سه سبک عمده شعر فارسی به نام سبک هندی مسمی است، اگرچه در دوره افراط ناسیونالیسم، بعضی‌ها به جای هندی، این سبک را 'اصفهانی' می‌نامند و همین ناسیونالیسم تلخ باعث فراموشی آن همه میراث شگفت معرفتی و ادبی شد. هندی‌ها معتقدند که هند را شمشیر سلطان محمود، فارسی‌زبان نکرد. سخنان میر سید علی همدانی که امروزه زیارت مثالی تاجیکستان است فارسی‌گو ساخت. از ۱۱۰ جلد آثار این عارف بزرگ که همه به فارسی است، هیچ‌کدام در ایران منتشر نشده‌است نه شعرهایش و نه ذخیره‌الملوک که نقشه راه مدارا در هند بوده‌است. خیلی پیش‌تر از ایران و افغانستان، شرق‌شناسانی که در کمپانی هند شرقی کار می‌کردند، سیاستشان حمایت از زبان فارسی به عنوان مظهر تمدن بومی بود. برای این گلچینی از آثار مهم فارسی تألیف، تصحیح و به زیور چاپ آراسته شدند. این دوران طلایی اما در هفتم مارس ۱۸۳۵ با روی کار آمدن حکمران جدید سر چارلز ترولیان به پایان رسید، با این دستور که بهتر است هندیان سرگرم ادبیات و هنر اروپایی شوند. با این حال چاپ کتاب‌های فارسی در هند ادامه یافت. روزنامه‌نگاری فارسی در هند نیز قدمتی بیش از روزنامه‌نگاری فارسی در ایران و افغانستان دارد. از سال ۱۸۲۱ تا آغاز جنگ جهانی اول ۱۹ روزنامه فارسی در هند منتشر می‌شده‌اند. برنامه فارسی در رادیوی دولتی پاکستان، همین اواخر جایش را به عربی داد و بدین ترتیب، رقابت‌های سیاسی منطقه‌ای که سایه شومش را بر سر هر چیزی می‌توان دید، دشمن جدید زبان فارسی در شبه‌قاره شد.

## نقش تاجران و زرتشتیان
نکته دیگری که دربارهٔ فارسی در هند جالب است، نقش مهاجران یا فراریان یا هم تاجران ایرانی است که بعدها در هند ساکن شدند. به‌طور مثال شاهزاده آقاخان، امام حاضر اسماعلیه جهان، از اعقاب امام آقاخان محلاتی است که از ایران تبعید شد. آن‌ها علاقه به زبان فارسی و معارف آن را نیز با خود در هند گسترش دادند.
همان‌طور که جمعیت پارسیان هند که زرتشتیان مهاجرند و جامعه‌ای ثروتمند در هند به‌شمار می‌روند، برای این عجیب نیست که بگوییم این مهاجران هم در نشر کتاب و روزنامه فارسی و هم در اتفاقات سیاسی ایران، تأثیراتی مهمی در تاریخ داشته‌اند. در سال ۱۷۸۱ نخستین کتاب فارسی چاپ شده در هند با عنوان انشای هرکرن با آن چاپ شد و در سال ۱۷۸۸ کتاب لیلی و مجنون هاتفی خرجردی با کوشش و تصحیح ویلیام جونز به عنوان اولین کتاب ادبی فارسی و نخستین کتاب آموزشی فارسی نیز به سال ۱۷۹۲ با عنوان درس‌های فارسی و انگلیسی در کلکته چاپ شد.

## نفوذ در زبان‌های شبه قاره هند
زبان فارسی جزو زبانهای هندواروپایی است که شباهت بسیار زیادی به زبان بسیار قدیمی سانسکریت دارد. زبان فارسی به‌طور نظام یافته توسط محمود غزنوی به هند وارد شد. امروزه نیز در بسیاری از زبان‌های محلی هند از جمله زبان پنجابی، زبان گجراتی، زبان بنگالی، زبان تامیل و به خصوص زبان اردو کلمات فارسی زیادی به کار می‌رود. این زبان، زبان قانونی و حقوقی هند بوده تست و اغلب اصطلاحات حقوقی هند از زبان فارسی نشات گرفته‌است. ارزش بسیار بالای آکادمیک زبان فارسی در شبه قاره هند به گونه ای است که امروزه زبان فارسی در تمامی دانشگاه‌های مرکزی هند از سطح کارشناسی تا دکتری تدریس می‌شود. در بیش تر مدارس نیز این زبان جزو زبان‌های انتخابی است و تدریس می‌گردد اگرچه در سال‌های اخیر در شمال هند که مسلمانان حضور حداکثری دارند برخی مدارس زبان عربی را به جای زبان فارسی آموزش می‌دهند.
زبان فارسی پیش از آنکه هندوستان مستعمره انگلستان شود، دومین زبان رسمی این کشور (در دوره گورکانیان زبان رسمی) و زبان فرهنگی و علمی به‌شمار می‌رفت. اما پس از استعمار، انگلیسی‌ها در سال ۱۸۳۲ میلادی با اجبار زبان انگلیسی را جایگزین زبان فارسی کردند. زبان فارسی در دورهٔ غزنویان به هند راه یافت در آن دوره پارسی، زبان ادبیات، شعر، فرهنگ و دانش بود. با تأسیس امپراتوری مغول هندوستان به اوج پیشرفت خود در هند رسید و زبان رسمی هندوستان شد. زبان فارسی هندوستان شاعران بزرگی همچون بیدل دهلوی، و امیر خسرو دهلوی و دستگاه شعری سبک هندی را در خود پروراند. از دیگر شاعران نامدار فارسی زبان شبه قاره هندوستان، می‌توان از اقبال لاهوری نام برد. همچنین فارسی زبانان هندوستان، واژه‌نامه‌های ارزشمندی برای زبان فارسی گردآوری کردند که از آن‌جمله می‌توان به فرهنگ ابراهیمی از ابراهیم قوام‌الدین فروغی، فرهنگ آنندراج از محمد پاشا، اشاره کرد.
در قرن دوازدهم در حدود چهل تذکره (یادنامه) فارسی در شرح احوال شعرای پارسی‌گو در هند نوشته شد که به عنوان نمونه می‌توان به تذکره خزانه عامره نوشته آزاد بلگرامی اشاره کرد.

## وضعیت امروزی زبان فارسی در هند

### ساختار و گویش
فارسی هندی از نظر زبانی با فارسی مدرن یکی است.  با این حال، در مقایسه با فارسی مدرن ایرانی، تفاوت قابل توجهی در تلفظ دارد.  زیرا فارسی که در شبه قاره صحبت می شود هنوز هم فارسی کلاسیک است که از نظر تاریخی به عنوان یک زبان در سراسر "جهان پارسی" استفاده می شود.  بارزترین تفاوت در نظام مصوت دیده می‌شود: در ایران، زبان برای رسیدن به شکل کنونی خود دستخوش تحولات جداگانه‌ای شد که به موجب آن سیستم هشت مصوت به سیستم شش مصوت تبدیل شد.  فارسی هندی همچنان از سیستم قدیمی‌تر استفاده می‌کند و از این رو «تحجر» فارسی کلاسیک نامیده می‌شود.  این امر در کلماتی مانند شِر (در ایران شیر) و رُز (اکنون روز) آشکار است.  قابل ذکر است که فارسی دری افغانستان نیز این سیستم قدیمی را حفظ کرده است.  همچنین در فارسی هندی به دلیل بومی شدن تغییراتی صورت گرفته است.  مصوت‌های بینی که در فارسی جدید مشاهده نمی‌شوند، در پایان‌های ān ،in و ūn وجود دارند. در واقع فارسی در شبه قاره هند معمولاً به گونه ای تلفظ می شود که گویی اردو (هندوستانی) است.

### مراکز علمی و دانشگاهی
زبان فارسی درهند حدود یک هزار سال سابقه دارد که در حدود ۶۰ دانشگاه، دانشکده یا ترکیبی از آن‌ها توسط ۱۷۰ استاد تدریس می‌شود. در حال حاضر در بیش از ۵۰ دانشگاه هند زبان و ادبیات فارسی تدریس می‌شود و در چندین دانشگاه این کشور نیز بخش مستقل زبان فارسی وجود دارد. دانشگاه‌های علیگر، دهلی، جواهر لعل نهرو، جامعه ملی اسلامی، کشمیر، لکهنو، بنارس، پاتنا، بوپال، عثمانیه، بمبئی، گوهاتی، بی آرامبیدکر (مظفرنگر) و مگد از دانشگاه‌هایی هستند که گروه مستقل فارسی دارند. مراکز تحقیقات زبان فارسی نیز در دانشگاه‌های علیگر، مولانا آزاد، پاتنا، مالیر کوتلا و احمدآباد، نیز فعالیت دارند. با این وجود هنوز آمار دقیقی از تعداد مراکز آموزش زبان فارسی در هند در دسترس نیست.
تاکنون تعداد زیادی دانشجوی زبان فارسی از هند برای شرکت در دوره‌های دانش‌افزایی به ایران اعزام شده‌اند.
امروزه نیز، شبه‌قاره هند و البته پاکستان، جمعیت‌های فارسی‌زبان پراکنده‌ای دارد، در هند بیش از ۱۴۰ شاعر فارسی‌زبان، توسط بنیاد فارسی هند، شناسایی شده‌اند، بعضی از آن‌ها حتی ۳۰ ساله نشده‌اند. همان‌طور که بنیاد فارسی هند که دکتر اکبرشاه جعفری، استاد دانشگاه دهلی و از فارسی‌گویان کشمیری، ریاستش را برعهده دارد، امسال برای اولین‌بار جایزه کتاب سال فارسی هند را نیز برگزار کردند، به روایت او هر سال بیش از چند صد کتاب خوب فارسی در هند منتشر می‌شود. اگر چه به سختی می‌توانند دیگر حامی پیدا کنند.

## دیرینگی پیوند زبانی ایران و هندوستان

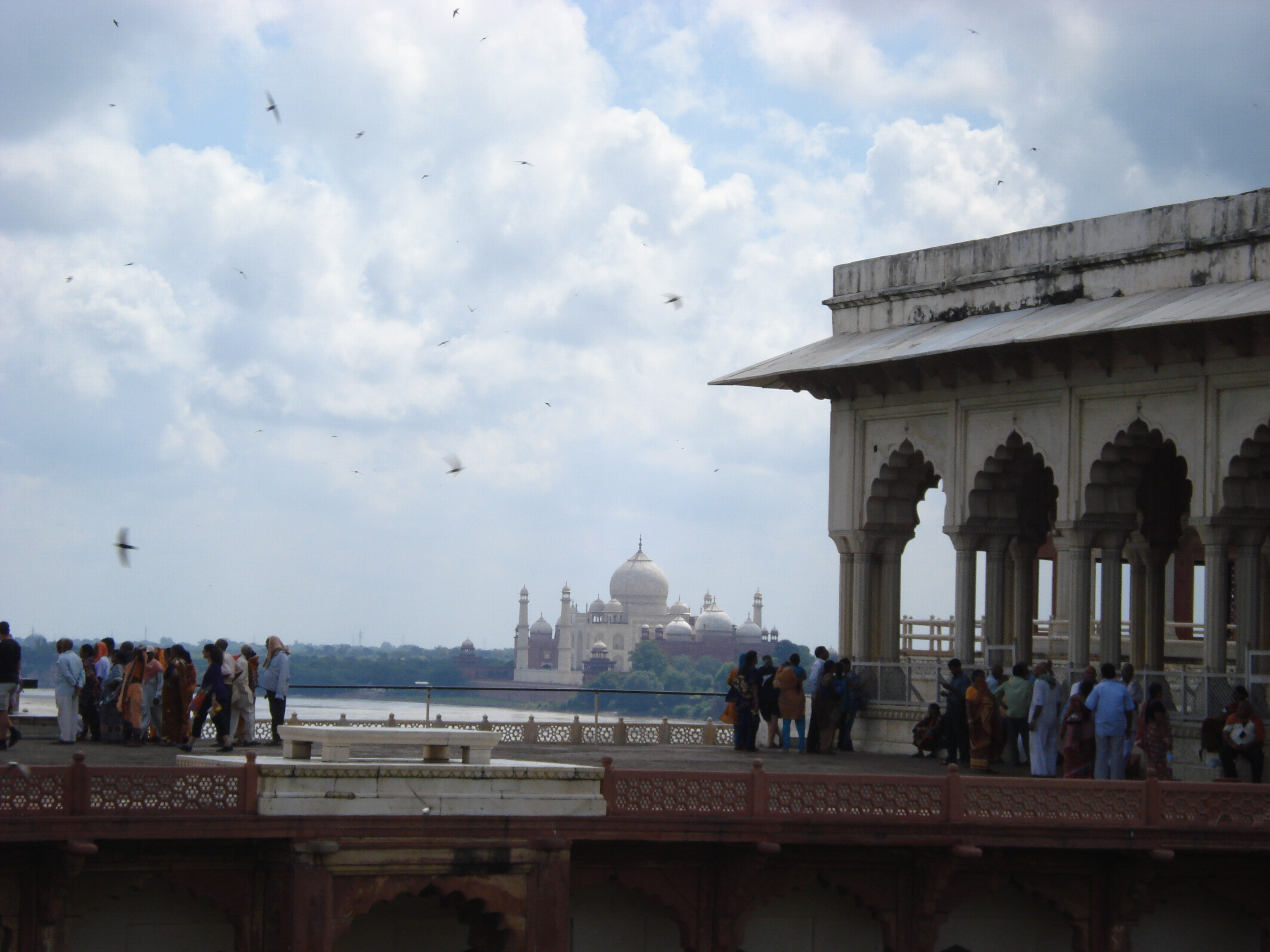
تاج محل - قلعه اگرا

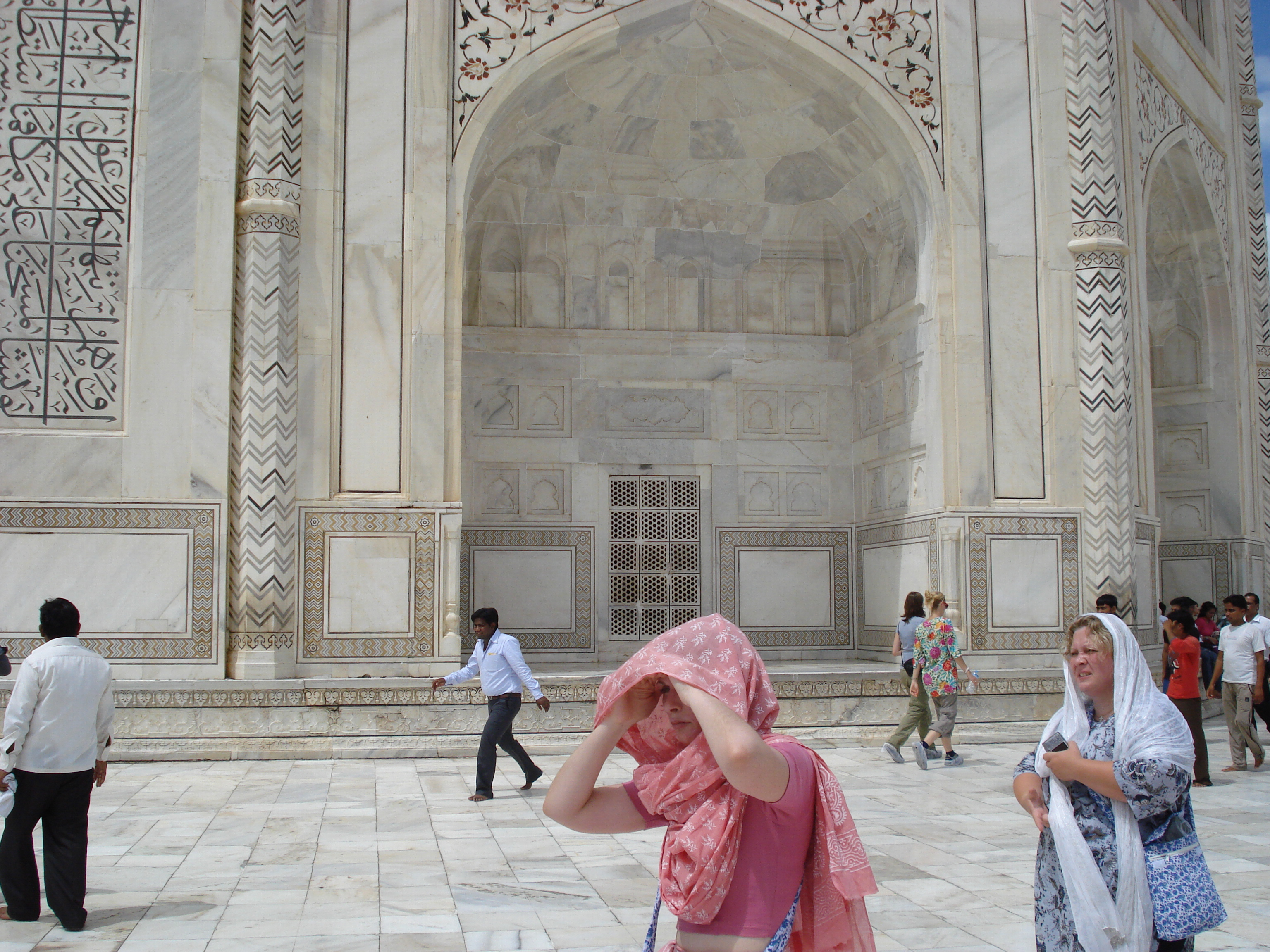
سنگ نوشته سبک فارسی

تاریخ پیوند ایران و هند به هزاران سال پیش برمی‌گردد. تاریخ‌نگاران می‌نویسند که وقتی حدود ۱۱۰۰ تا ۱۵۰۰ سال پیش از میلاد، تیره‌های آریایی از درهٔ خیبر وارد سرزمین‌های ایران و هند شدند، روابط فرهنگی و زبانیِ این دو کشور از آن روزگار آغاز گردید.
همانندی‌های فراوان میان زبان اوستا و سانسکریت هم نشانه دیگری از پیوند دیرینهٔ ایران و شبه قاره دارد. در دوران اشکانیان (۲۲۶–۲۴۹ ق. م) این روابط رو به گسترش نهاد تا اینکه در زمان ساسانیان (۲۲۶ ق. م - ۶۵۲ م) با وجود ترجمهٔ کتاب‌های مهم هندی مانند «کلیله و دمنه» در عصر انوشیروان، پیوستگی‌های فرهنگی قوت گرفت.
پس از حمله سلطان محمود غزنوی به هندوستان دراوایل سدهٔ پنجم هجری زبان فارسی با آمدن سپاهیان محمود در شبه قاره گسترش می‌یابد. البته نباید سهم صوفیان را که مبلغان اصلی اسلام و زبان فارسی بودند، فراموش کرد. بزرگ صوفیانی چون هجویری، خواجه معین‌الدین چشتی، شیخ بهاءالدین زکریا مولتانی، سیداشرف جهانگیر سمنانی، سیدعلی همدانی و… که با گفتار و کردارشان بر خیل مسلمانان و فارسی زبانان افزودند. حکومت پادشاهان مسلمان، به ویژه پادشاهان پارسی گوی هندوستان در سراسر شبه قاره را هم نباید از یاد برد، زیرا آنان با حمایت و پشتیبانیِ فراوان خود از علماء، دانشمندان، سرایندگان، ادیبان، هنرمندان و سایر فرهیختگان موجب شکوفایی و ارتقای زبان فارسی شدند و در این باره منابع و مآخذ فراوان است.
رسمیت یافتن زبان فارسی به عنوان زبان دین، سیاست، ادب و هنر در شبه قاره موجب شد که علاوه بر پدید آمدن آثار فراوان فارسی در آن سرزمین توسط اهالی شبه قاره یا ایرانیان و دیگر مهاجران، به ویژه در زمینه‌های تاریخ، فرهنگ، دستور، یادنامه (تذکره) و انشاء آثار بزرگان شعر و ادب و عرفان ایران زمین مورد پروا و پذیرش دانشوران و متفکران قرار گیرد و دربارهٔ آن‌ها پژوهش شود یا به زبان‌های گوناگون بومی سرزمین هند و پاکستان ترجمه گردد.
زبان فارسی هشت قرن پیش وارد هند شد، ۷۰۰ سال بر تارک اندیشه، روابط، سیاست، اقتصاد و فرهنگ مردم هند حاکمیت داشت. به گونه‌ای که کلیه آثار مهم فرهنگی، مذهبی، سیاسی، ادبی، مکاتبات، اسناد شخصی و دولتی و احکام قضایی هند به زبان فارسی نوشته می‌شد. هم‌اکنون آثار و نسخ خطی بسیار ارزنده موجود در هند حکایت از این واقعیت دارد. در سراسر هند بیش از پنجاه بخش زبان فارسی در دانشگاه‌ها و کالج‌ها به فعالیت اشتغال دارند. بیش از یکصد مدرسه و دبیرستان فعالانه به تدریس زبان فارسی می‌پردازند. در اکثر قریب به اتفاق مدارس سنتی اسلامی، زبان فارسی در متون درسی وجود دارد و همه علما و مدرسین با دیوان‌های شعرای بزرگ، خصوصاً گلستان سعدی، آشنا و مأنوس هستند.
زبان فارسی از آن رو که قرن‌ها زبان رسمی سلاطین گورکانی درهند بود، علاوه بر آن تکلم گونه‌ای از زبان پارسی توسط اقلیت پارسیان هند، تأثیر قابل ملاحظه‌ای بر زبانهای رایج در شبه قاره به‌ویژه زبان اردو داشته‌است.

## نوشته روی سنگ قبر

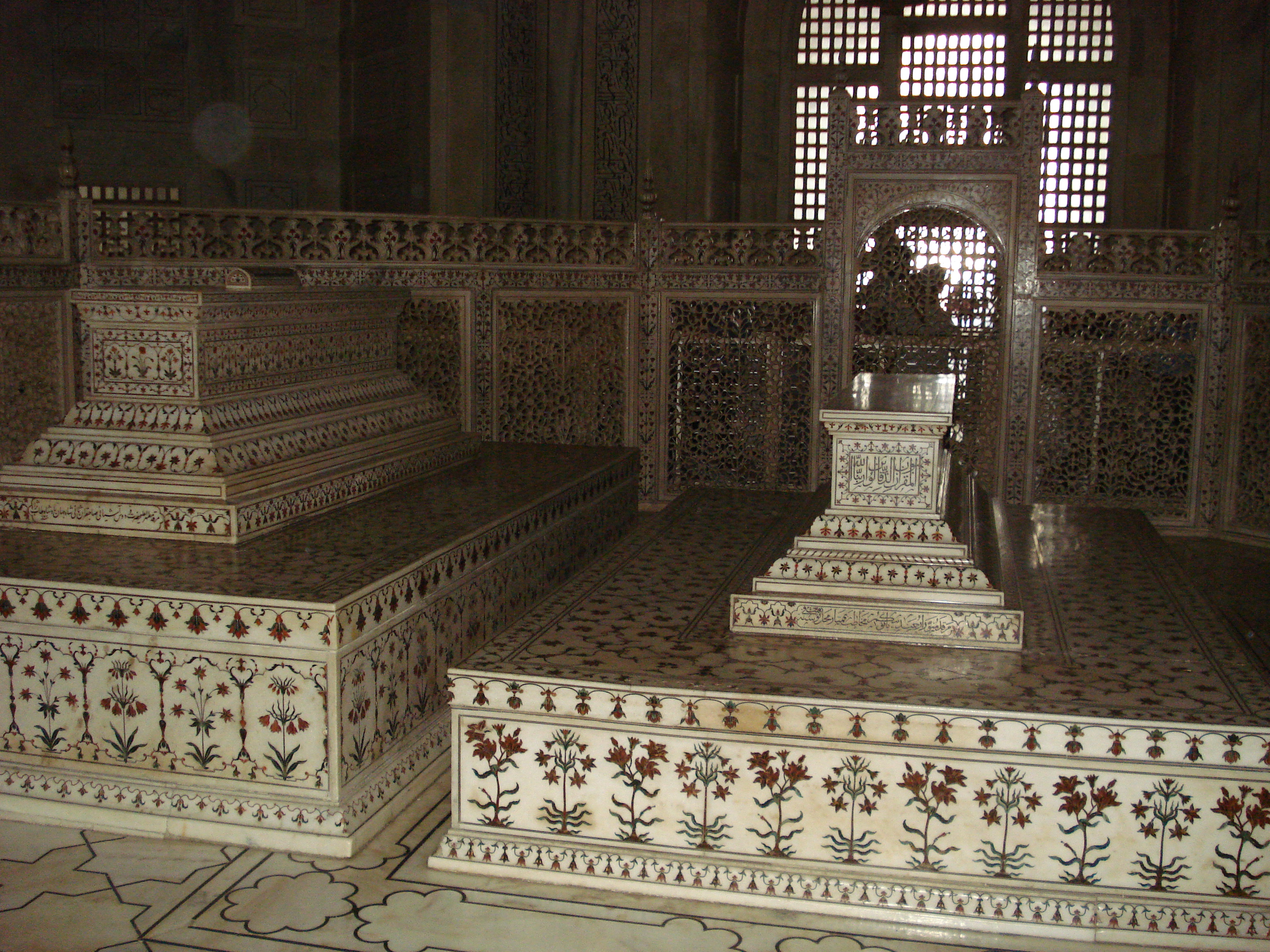
سنگ قبر ارجمندبانو

از انگیزه‌های شاهان و بزرگان هند در تشویق از سخن و سخنوران، دلبستگی شدید ایشان به زبان فارسی بوده است. چنانکه برای نمونه اکبرشاه از عشقی که به زبان فارسی داشته به ترجمه بسیاری از آثار سانسکریت به فارسی دستور داد و شاه‌جهان با آنکه ترکی، هندی و فارسی را خوب و به یک نسبت می‌دانست از بس علاقه به فارسی داشت به این زبان تکلم می‌کرده است.
آرامگاه تاج محل در جهان نماد عشق شناخته می‌شود. در داخل آرامگاه یا درگاه تاج محل (از عجایب هفتگانه جدید جهان در یونسکو) قبر شاه جهان و ارجمندبانو وجود دارد که با سنگ مرمر یکپارچه تزئین شده‌است کنار سنگ مرمر قبر سمت راست به خط نست فارسی رایج دوره صفویه نوشته شده‌است:
مرقد منور ارجمندبانو بیگم مخاطب به ممتاز محل متوفی سنه...
- کنار سنگ گور شاه جهان نوشته شده:

«مرقد مطهر اعلیحضرت فردوس آشیانی صاحبقران ثانی شاه جهان طاب ثراه سنه ۱۰۷۶ ق)»
تعدادی از سنگ نوشته‌های دیگر فارسی با خط نست.
- زر نوشته‌ها و اشعار ایوان خاص قصر قلعه اگرا شاه جهان و تختگاه سیاه
- قصر اکبر شاه اگرا نوشته‌ها و اشعار ایوان و دیواره‌ها و (سنگ نوشته‌ای با نام پنج تن آل عبا به خط نست (نستعلیق))
- سنگ نوشته‌های فارسی درگاه جهانگیر
- نوشته‌های قبر تاج محل ممتاز محل یا ارجمند بانو بیگم (۱۵ آوریل ۱۵۹۳–۱۷ ژوئن ۱۶۳۱) همسر ایرانی شاه جهان از پادشاهان فارس زبان سلسله گورکانی. او همسر دوم شاه‌جهان در ۱۷ جون ۱۶۳۱ میلادی در هنگام تولد چهاردهمین فرزندش جان باخت. شاه جهان بنای باشکوه تاج محل را برای یادبود وی ساخت.

ارجمند بانو دختر یک ایرانی بنام عبدالحسن آصف خان بود.
خواهر آصف خان نور جهان نام داشت. نوزاد دختری که مادرش در سفر تبعیدی از ایران به هند او را در کنار آب انباری رها کرد تا شاهد دردهای خود و خانواده اش نباشد اما سرگذشت شگفت او بگونه‌ای رقم خورد که همسر جهانگیر شاه و قدرتمندترین ملکه تاریخ هند شد.
برلوحه سنگ مزار نورجهان و جهانگیر این شعر نورجهان حک شده‌است:
- برمزار ما غریبان نی چراغی نی گلی- نی پر پروانه سوزد نی سراید بلبلی.[۱۵]

روی مزار جهان آراء (دختر شاه جهان) در درگاه خواجه نظام الدین دهلی این بیت نگار شده‌است:
بغیر سبزه نپوشد کسی مزار مرا- که قبرپوش غریبان همین گیاه بس است

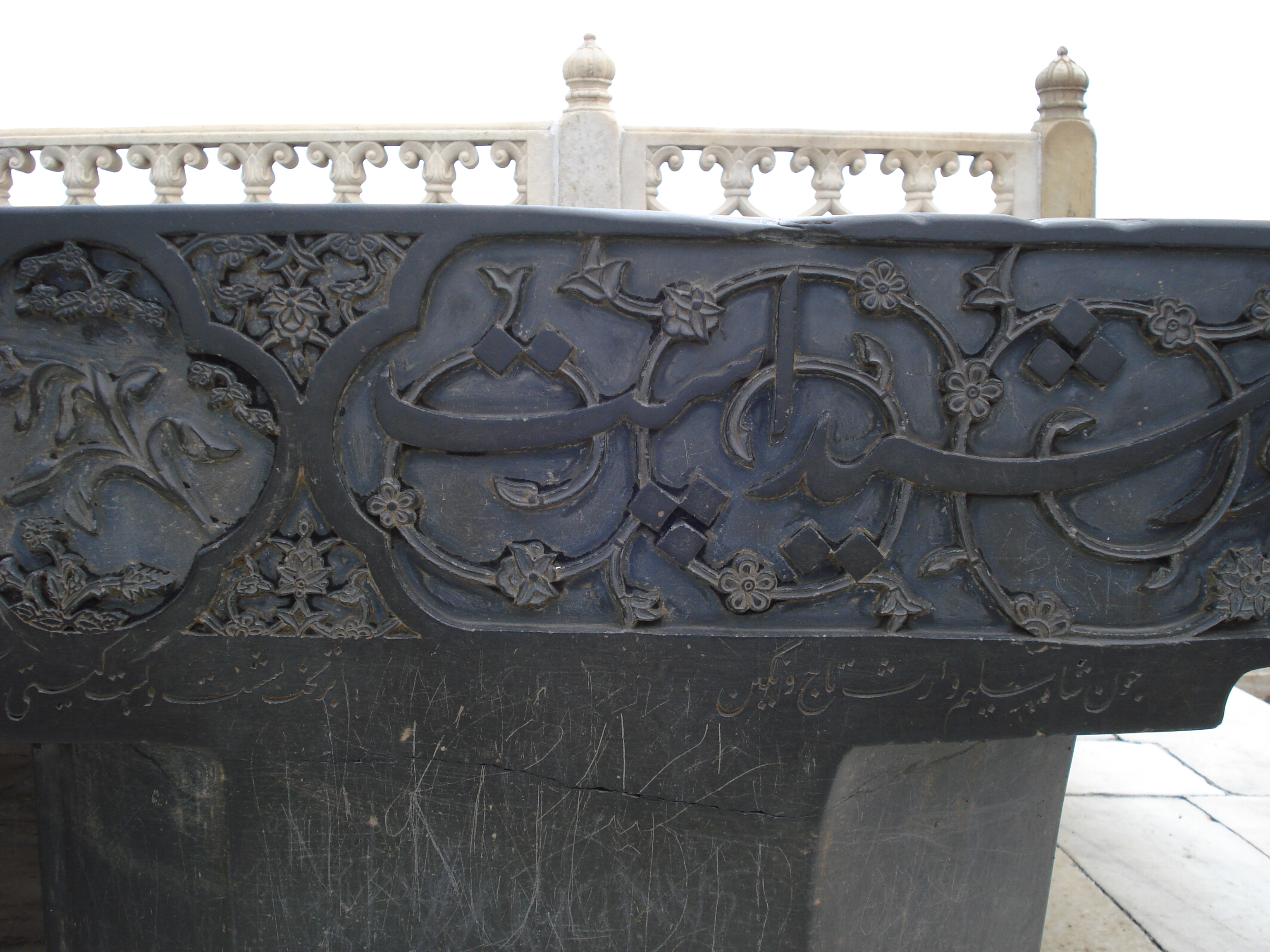
تختگاه سنگ سیاه عزاداری شاه جهان برای ارجمند بانو بیگم (تاج الدوله)

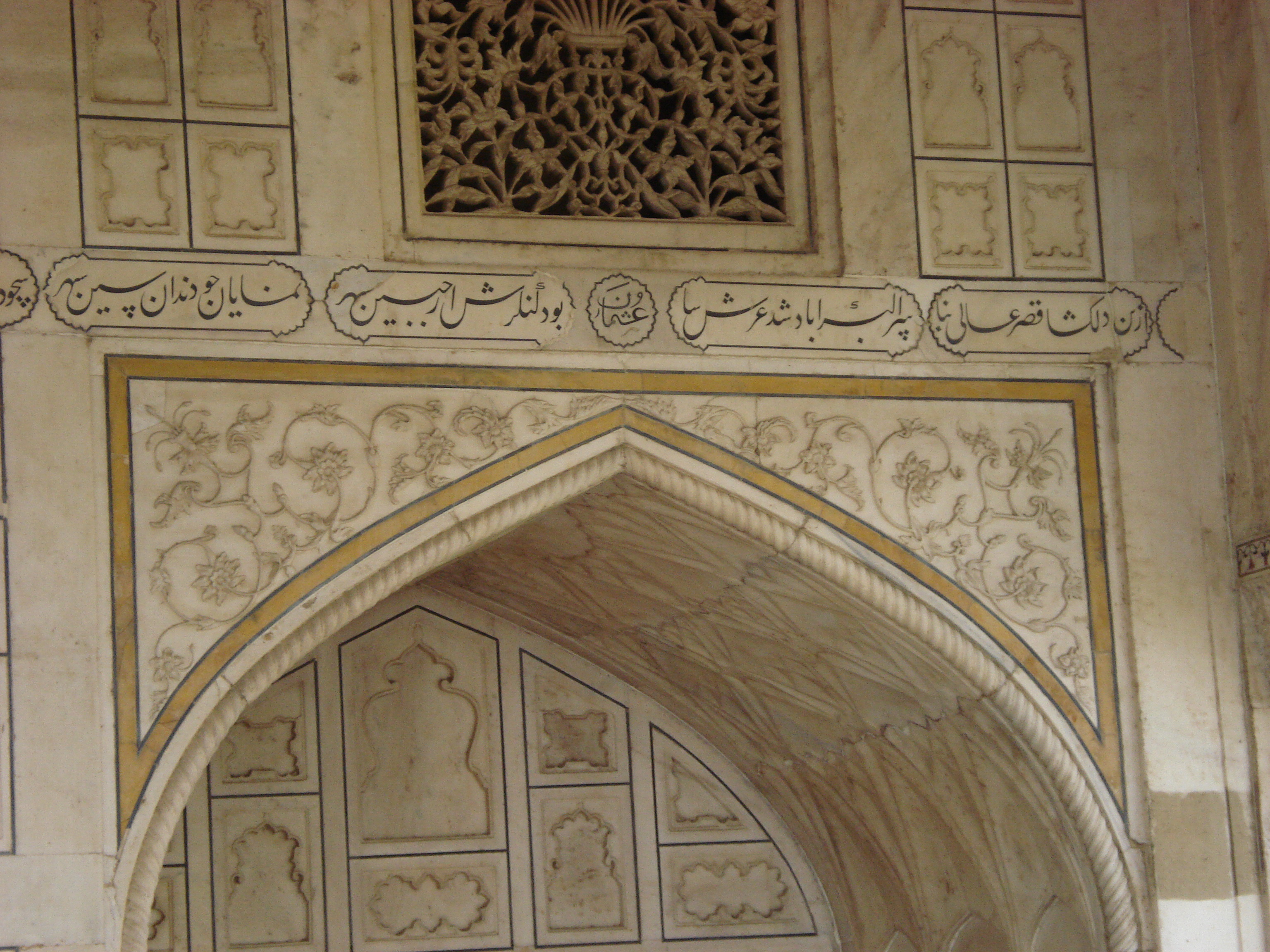
اشعار فارسی

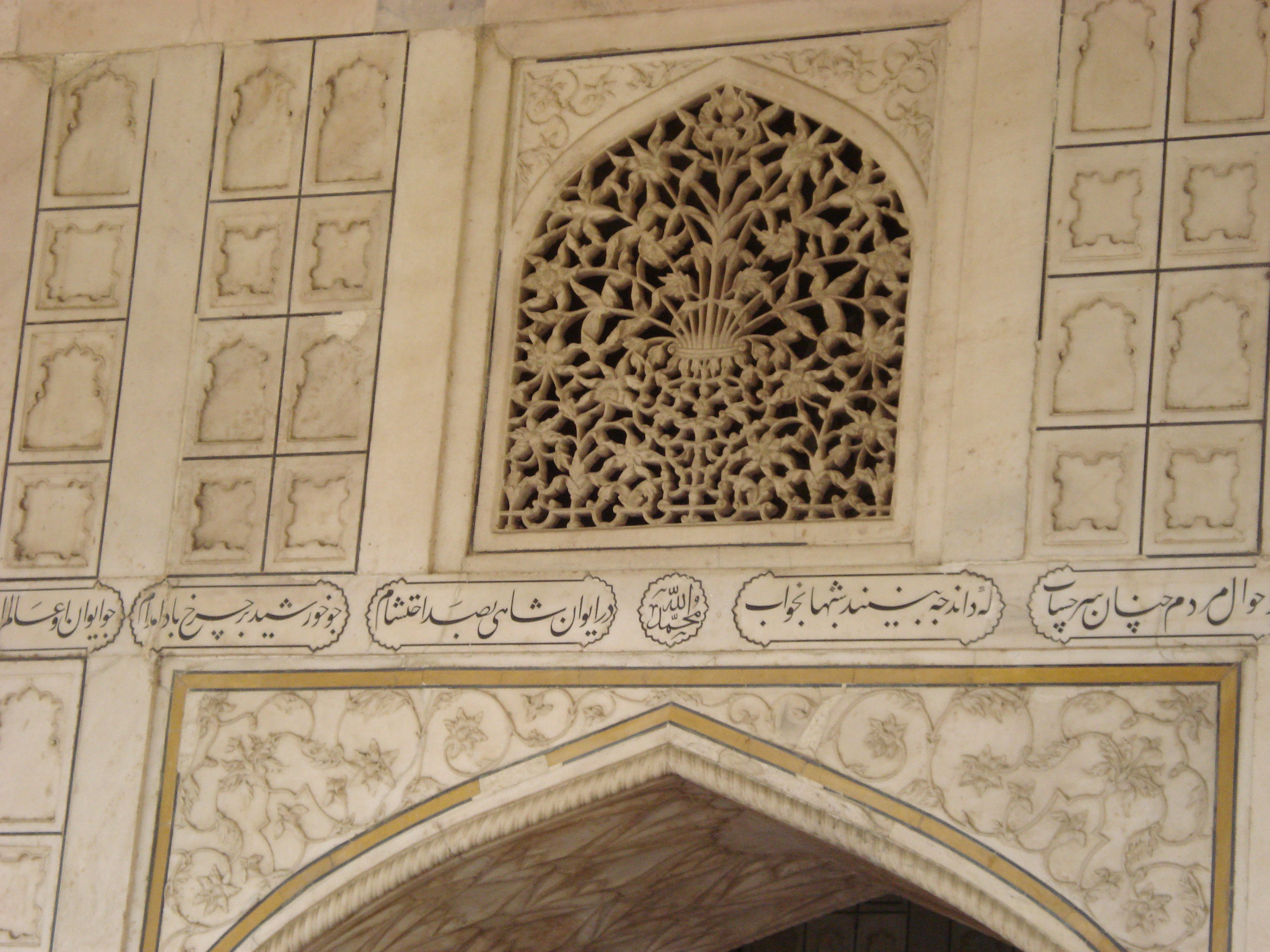
اشعار فارسی

برای هفتصد سال فارسی زبان اداری هندوستان بود تا اینکه در سال ۱۸۳۶م چارلز تری ویلیان زبان انگلیسی را به جای زبان فارسی رسمیت داد.

## واژه‌نامه‌های فارسی در هند
بنیاد زبان امروزی فارسی بر پایه زبان پارسی باستان در سده اول اسلام گذاشته شد و در مدت یکصد سال شعر فارسی رشد کرد و به پایه کمال رسید. در سده سوم هجری ابو حفص سغدی به منظور کمک به تورانیان در فهم دقائق شعر فارسی فرهنگی نوشت که امروز از نام و نشان آن کسی را آگاهی نیست. بلکه جمال الدین حسین انجو در فرهنگ جهانگیری و محمد قاسم سروری در مجمع الفرس که هر دو در اوائل سده یازدهم تألیف شده و شمس الدین قیس رازی در کتاب المعجم فی معاییر اشعار العجم تألیف اوائل قرن هفتم و ابو نصر فارابی در سال موسیقی خود از این کتاب یاد می‌کنند
- و این تألیف ابو حفص سغدی نخستین فرهنگ واژگان فارسی است و نیز نخستین کتاب نثر فارسی به‌شمار است و کتاب دوم تاج المصار رودکی و سوم ترجمه تاریخ طبری است که در حدود ۳۵۲ ابو علی محمد بلعمی به حکم امیر منصور سامانی آن را بپارسی گردانید.
- فرهنگ دوم تاج المصادر است که ابو عبد اللّه جعفر بن محمد رودکی متوفی بسال ۳۲۹ به منظور حل مشکلات اشعار برای مردم خراسان نوشت و از نسخه آن نیز اطلاعی در دست نیست.
- سوم لغت فرس تألیف ابو منصور علی بن احمد اسدی طوسی است که در سدهٔ پنجم می‌زیسته و در آن اشعار بسیار از استادان سخن مضبوط است که در جایی دیگر دیده نشده. نام هفتاد و شش تن از شعراء قدیم و نیز بعض اشعار کلیله و دمنه و سندبادنامه گمشده رودکی و بعض اشعار و امق و عذرای گمشده عنصری در آن آمده و در ترتیب لغات ملاحظه حرف آخر شده‌است. پاول‌هورن خاورشناس آلمانی بسال ۱۸۹۷ مسیحی آن را چاپ کرده[و چاپی دیگر پس از مقابله و تصحیح آقای عباس اقبال بسال ۱۳۱۹ در چاپخانه مجلس خورده‌است.
- چهارمفرهنگ قطران تألیف حکیم ابو منصر قطران تبریزی معاصر اسدی است. در مقدمه فرهنگ جهانگیری و صحاح الفرس به آن اشاره شده ولی امروز کسی را سراغ نداریم که نسخه‌ای از این فرهنگ را داشته یا دیده باشد.[۷]
- پنجم صحاح الفرس تألیف محمد هندوشاه منشی غیاث الدین بن رشید الدین فضل اللّه‌است که از لغت فرس استفاده کرده و ازفرهنگ ابو حفص بی‌اطلاع بوده‌است.
- ششم معیار جمالی تألیف شمس الدین محمد فخری اصفهانی است که بسال ۷۴۵ بنام انجو شاه فارس نوشته و بسال ۱۸۸۵ مسیحی به اهتمام کارل زالمان در روسیه بچاپ رسیده‌است. مؤلف به جای آنکه از استادان سلف شاهد بیاورد اشعار خود را بمناسبت معانی لغات ثبت کرده‌است.

## ۲۷ فرهنگ واژگان فارسی هند
گویی از اواخر قرن هشتم به بعد دانشمندان هند به واژگان فارسی و اصطلاحات شعری بیش از ایرانیان توجه داشته‌اند زیرا که دوازده فرهنگ مربوط به اواخر سده هشتم تا آخر سده دهم در دست است که در هند تألیف شده و در همین مدت دو فرهنگ در ایران تألیف گردیده‌است.
بنابه گفته قاضی عبدالودود دانشور هندی «قدیم‌ترین فرهنگ فارسی که در هند تألیف شده‌است، فرهنگ فخر قوامی است». ولی اخیراً پروفسور نذیراحمد فرهنگی را کشف کرده‌اند که قدیمی‌ترین فرهنگ فارسی به‌شمار می‌آید. اسم این فرهنگ، فرهنگ قوّاس است که پروفسور نذیر احمد آن را چاپ کرده‌اند.
دکتر شهریار تقوی فرهنگ‌نویسی فارسی در هند و پاکستان را از قرن هفتم هجری آغاز می‌کند: «از قرن هفتم هجری فرهنگ‌نویسی شعری از ایران به هندوستان منتقل و در قرن هشتم، نهم و دهم در این زمینه اقدامات فراوانی به عمل آمد؛ ولی ترقی و تکامل این فن در قرن یازدهم صورت گرفت. کاملترین فرهنگ شعری فارسی فرهنگ جهانگیری می‌باشد که در زمان اکبرشاه به سال ۱۰۱۷ق نوشته شده‌است. فرهنگ رشیدی و سراج‌اللغه هم دارای اهمیت فراوان است. در قرن‌های بعد نیز فرهنگ‌نویسی مورد توجه بود و فرهنگ نظام که در قرن چهارم تألیف شد، در میان فرهنگهای فارسی که در این قرن در شبه‌قاره تنظیم و تدوین گشت، حایز مقام ارجمندی است.»۱۱
طبق تقسیم‌بندی دکتر شهریار نقوی فرهنگهای فارسی که در هند نوشته شده را می‌توان به سه دوره تقسیم کرد.
۱ دوره قبل از مغول یعنی قرن ۷ تا ۹قر ۱۳ تا ۱۶م.
۲ دوره بابریان یا مغول یعنی تا قرن ۱۳ق ر ۱۶ تا ۱۸م.
۳ دوره جدید یعنی قرن ۱۴ قرن ۱۹ تا ۲۰م.
فرهنگ‌نویسی فارسی در هند را می‌توان به دو زمره بخش کرد:
زمره اول: عبارت است از قرن هفتم هجری تا قرن یازدهم هجری که درین دوره مؤلفین فرهنگ، بیشتر توجه خود را در جمع‌آوری واژه‌های زبان مبذول داشتند و سعی عمده آنان بر این بوده‌است که هر فرهنگ نو در این دوره با فرهنگهای قبلی محتویات جدید رابرخوردار باشد. بهترین نظیر این زمره را در فرهنگ جهانگیری و برهان قاطع می‌شود دید که بزرگترین تعداد لغات در این فرهنگها گنجانیده شده‌است.
زمره دوم: عبارت است از قرن دوازدهم تا چهاردهم هجری که در این دوره مؤلفین فرهنگ، توجه خود را در کارهای پژوهشی و نقد و بررسی مبذول داشتند و اینها فرهنگهای نمونه‌ای و مثالی به نظر می‌رسند. نظیر این زمره فرهنگ رشیدی، سراج اللغه، بهارعجم، ۱۵ چراغ هدایت و مصطلحات‌الشعرا به‌شمار می‌آیند.
مکمل زحمات دلبستگان فارسی در هند همانا تألیف
1. فرهنگ جهانگیری بسال ۱۰۱۷ می‌باشد. جهانگیری بهترین و جامع‌ترین فرهنگ فارسی است. مؤلف آن جمال الدین حسین انجوی شیرازی یکی از امراء دربار اکبر شاه و فرزند و جانشین او جهانگیر شاه بوده و پنجاه و سه فرهنگ فارسی در دست داشته و در لغات مندرج در آن‌ها و نیز در لغاتی که خود پیدا کرده تحقیق و اجتهاد نموده و تحریفات را دور ریخته‌است. خود گوید «بسیاری از لغات که در هیج فرهنگی نشانی از آن نبود بهم رسید حل آن را چاره جز تفحص از اهل دیاری که مصنف یا ناظم از آنجا بوده یا توطن در آنجا داشته نیافتم؛ مثلاً لغاتی که از حدیقه و دیوان حکیم سنائی غزنوی یافته شد از مردمان غزنی و کابل پژوهش نمودم». ترتیب لغات پسندیده نیست حرف دوم هر کلمه را باب و حرف اول را فصل قرار داده‌است. شاید به همین جهت کمتر از آنچه شایسته‌است طرف توجه واقع گردیده بسال ۱۲۹۳ هجری در شهر لکهنو چاپی سراسر غلط از این فرهنگ سودمند انجام یافته‌است.

در قرن یازدهم و دوازدهم هفده فرهنگ در هند تألیف گردید. از آنجمله است:
1. برهان قاطع تألیف محمد حسین متخلص ببرهان که سال پایان تألیفش ۱۰۶۲ می‌باشد و به ترتیب حروف تهجی تنظیم گردیده. هزارها لغت و معنی زائد بر فرهنگ‌های سلف دارد که بعضی اصیل نیست. این فرهنگ شهرت بسیار یافته و چندین نوبت چاپ شده‌است.
2. فرهنگ رشیدی تألیف عبد الرشید الحسینی از مردم سند است که تحقیقات مفیدی در لغات فارسی کرده و حرف اول و دوم به ترتیب حروف تهجی است و بسال ۱۲۹۲ در کلکته چاپ‌سر بی خورده‌است.
3. بهار عجم تألیف «تیک چند» متخلص به بهار است. در ۱۱۵۲ به اتمام رسیده و شامل الفاظ مرکب و اصطلاحات فارسی است. بقدری پسند ادباء معاصر او واقع شد که تا ۱۲۰۰ که تاریخ وفات مؤلف است هفت بار بچاپ رسید و پس از آن هم چند بار چاپ سنگی خورده‌است.

از سده سیزدهم یازده فرهنگ در دست می‌باشد:
1. انجمن آراء ناصری تألیف رضا قلی هدایت از رجال نامی سلطنت ناصر الدین شاه قاجار و صاحب تألیفات بسیار دیگر است و بسال ۱۲۸۸ پایان یافته و در همان سال هم چاپ سنگی خورده‌است. بعض الفاظ جعلی برهان و دستورها را ضبط کرده و بسیاری لغات تاریخی با تحقیقات زمان خود آورده که قابل استفاده‌است. ترتیب لغات به حروف تهجی است و تلفظ را به کمک هم‌وزن هر لغت روشن ساخته‌است. دیگر هفت قلزم تألیف غازی الدین حیدر فرمانروای استان اود واقع در شمال هند است. از ۱۲۲۹ که سال جلوس او بوده تا ۱۲۳۲ آن را نوشته و قبول محمد نام آن را مرتب کرده و دیباچه آن را نگاشته‌است. این فرهنگ براساس برهان قاطع قرار دارد و دو بار بچاپ سنگی رسیده‌است.
2. غیاث اللغات تألیف محمد غیاث الدین رامپوری که چهارده سال رنج برده و کتاب خود را بسال ۱۲۴۲ بپایان رسانیده‌است. لغات عربی و اصطلاحات علمی بسیاری در آن مضبوط و حرف اول و دوم هر لغت به ترتیب حروف تهجی است.[۱۷]

در ابتدای قرن چهاردهم مفصل‌ترین فرهنگ فارسی بنام
1. - فرهنگ آنندراج آنندراج فرمانروای شهرستان ویجی‌نگر واقع در جنوب هندنوشته شد. مؤلف محمد پادشاه متخلص بشادد بیرراجه آنندراج و مردی دانشمند و شاعر بوده. لغات عربی را از منتهی الارب و منتخب اللغه و صراح و غیاث و فرهنگ فرنک (اشتاینگس یا جانسون) و لغات فارسی را از مؤید الفضلا و بهار عجم و غیاث و انجمن آراء و برهان و هفت قلزم و کشف اللغات و شمس و مصطلحات وارسته با توضیح و شواهد هر یک نقل کرده و به ترتیب حروف تهجی درآورده‌است. از جهانگیری و رشیدی و سراج استفاده نکرده. تاریخ پایان تألیف ۱۳۰۶ است بسال ۱۳۰۷ در شهر لکهنو در ۳۰۱۱ صفحه بزرگ چاپ سنگی خورده‌است.

دو فرهنگ دیگر بنام:
1. فرهنگ آصف اللغات
2. نقش بدیع در هند

همچنینفرهنگ نوبهار و کاتوزیان که در ایران چاپ شده‌است.
و علاوه بر فرهنگ‌های یاد شده چهار فرهنگ فارسی به ترکی بنام‌های:
1. اقنوم عجم
2. شامل اللغات
3. قائمه لطف اللّه
4. لغت نعمت اللّه تألیف قرن نهم و دهم

(شرح فوق از مقدمه جلد پنجم فرهنگ نظام تألیف علامه آقا محمد علی داعی الاسلام به اختصار نقل گردید). این فرهنگ جامع لغات فارسی و لغات عربی مستعمل در فارسی بامر «نظام» حکمران دکن واقع در جنوب هند از سال ۱۳۴۰ تا ۱۳۵۸ قمری تألیف و در همان‌جا در ۵ جلد و ۳۵۳۶ صفحه چاپ سنگی شده‌است. از فرهنگ جامع ناظم الاطباء نفیسی که از «ا» تا «ل» در چهار جلد به چاپ رسیده و جلد آخر آن زیر چاپست و نیز از لغت‌نامه آقای علی اکبر دهخدا که چهار جزء آن بتازگی از چاپ درآمده چون هر دو پس از ۱۳۱۸ تاریخ اتمام فرهنگ نظام انتشار یافته یاد نشده‌است.

## نسخه‌های خطی فارسی در هندوستان
محمدعلی ربانی رایزن فرهنگی ایران در هند در شهریور ۱۳۹۸ اعلام کرد که در حدود یک میلیون نسخه خطی به زبان فارسی در هند وجود دارد که این میزان یک دهم کل نسخ خطی موجود در این کشور است و خط فارسی در منابع علمی کشور هند بسیار رایج است. بر اساس نقش پارسی بر احجار هند و گزارش‌های سال‌های اخیر در کتابخانه‌های هندوستان هزاران و بعضی نوشته‌ها از میلیون‌ها کتاب خطی فارسی در کتابخانه‌های هند سخن گفته‌اند که بخشی از آن‌ها در دوره حکومت کمپانی هند شرقی بریتانیا از هند خارج شده و بخشی نیز در اثر مرور زمان و رطوبت تخریب یا خوراک موریانه شده‌است اما با این وجود هنوز هزاران نسخه خطی و چاپ سنگی به زبان فارسی وجود دارد. که فهرستی از کتاب‌ها و آدرس تعدادی از آن‌ها تهیه شده‌است که از جمله می‌توان به موارد زیر اشاره کرد:
1. فهرست نسخه‌های خطی کتابخانه شعبه تحقیق و اشاعه کشمیر و کتابخانه حمیدیه بوپال، بهمن ماه۱۳۶۳ ه‍.ش/فوریه ۱۹۸۶ م.
2. فهرست نسخه‌های خطی عربی کتابخانه ندوه العلما، لکهنو، مردادماه ۱۳۶۵ هش/ ذی‌ال حجه ۱۴۰۶ ه.
3. فهرست نسخه‌های خطی فارسی کتابخانه ندوه العلما، لکهنو، فروردین‌ماه۱۳۶۵ ه‍.ش/ آوریل ۱۹۸۶ م.
4. فهرست نسخه‌های خطی کتابخانه راجه محمودآباد، لکهنو، بهمن ماه ۱۳۶۶ هش/ جمادی‌الثانی ۱۴۰۸ ه.
5. فهرست نسخه‌های خطی و چاپی دیوان حافظ در هند، ترتیب و تنظیم: دکتر شریف حسین قاسمی، دیماه ۱۳۶۷ ه‍.ش/جمادی‌الاول ۱۴۰۹ ه.
6. فهرست نسخه‌های خطی فارسی کتابخانه‌های عمومی و آرشیو پتیالا (پنجاب، هند), نشر اول ۱۳۷۷ ه‍.ش/۱۹۹۹ م.
7. فهرست نسخه‌های خطی فارسی کتابخانه انجمن ترقی اردو، دهلی‌نو، نشر اول ۱۳۷۷ ه‍.ش/۱۹۹۹ م.
8. فهرست نسخه‌های خطی فارسی کتابخانه کتابخانه عمومی هردیال، دهلی، نشر اول ۱۳۷۷ ه‍.ش/۱۹۹۹ م. قند پارسی ۵۶۸
9. فهرست نسخه‌های خطی فارسی کتابخانه جامعه همدرد، تغلق‌آباد، دهلی‌نو، نشر اول زمستان ۱۳۷۷ ه‍.ش/۱۹۹۹ م.
10. فهرست نسخه‌های خطی فارسی کتابخانه جامعه ملیه اسلامیه، دهلی‌نو، نشر اول ۱۳۷۷ ه‍.ش/۱۹۹۹ م.
11. فهرست نسخه‌های خطی فارسی کتابخانه رضا رامپور، جلد اول، دوم و سوم، شامل معرفی ۵٬۵۰۰ نسخه فارسی با همکاری کتابخانه رضا رامپور ـ رامپور.
12. فهرست نسخه‌های خطی فارسی و عربی، جلد اول (به زبان فارسی) کتابخانهٔ مولانا آزاد دانشگاه اسلامی علیگر شامل معرفی ۲۰۳۵ نسخه.
13. فهرست نسخه‌های خطی فارسی و عربی، جلد دوم (به زبان فارسی) بخش تاریخ و کتابخانه مولانا آزاد دانشگاه اسلامی علیگر، شامل معرفی ۷۰۰ نسخه.
14. فهرست نسخه‌های خطی فارسی و عربی، جلد اول (به زبان انگلیسی) کتابخانه مولانا آزاد دانشگاه اسلامی علیگر
15. فهرست نسخه‌های خطی فارسی و عربی، جلد دوم به زبان انگلیسی) بخش تاریخ و کتابخانه مولانا آزاد دانشگاه اسلامی علیگر.
16. فهرست نسخه‌های خطی فارسی و عربی، جلد سوم (به زبان فارسی) کتابخانه حکیم ظلّالرحمن (آکادمی ابنسینا) علیگر شامل معرفی ۲۹۰ نسخه.
17. فهرست میکروفیلم نسخه‌های خطی فارسی و عربی، کتابخانه‌های گجرات شامل کتابخانه عالیه مهدویه، کتابخانه عالیه چش تیه و کتابخانه درگاه پیر محمد شاه، فارسی، به کوشش مرکز میکروفیلم نور.
18. فهرست میکروفیلم نسخه‌های خطی فارسی کتابخانه رضا رامپور (جلد سوم)، شامل معرفی ۱۵۰۰ نسخه تألیفات شیعه در این کتابخانه، در دست اقدام.
19. ۵۶۹ فهرست فهارس نسخ خطی کتابخانه‌های هند
20. فهرست میکروفیلم نسخه‌های خطی کتابخانه راجه محمودآباد، لکهنو، شامل معرفی ۸۰۰ نسخه خطی عربی و فارسی.
21. فهرست میکروفیلم نسخه‌های خطی کتابخانه جامعه همدرد، دهلی.
22. فهرست نسخه‌های خطی کتابخانه مزمل اﷲ خان، علیگر، در دست اقدام.
23. فهرست نسخه‌های خطی کتابخانه شاه ابوالخیر، دهلی، در دست اقدام.
24. فهرست انگلیسی میکروفیلم نسخه‌های خطی کتابخانه جامعه همدرد، دهلی‌نو، در دست اقدام.

## پیشینهٔ چاپ کتاب‌ها و روزنامه‌های فارسی در هند
چاپ فارسی در شرق از هندوستان آغاز گردید. در هند نخستین ماشین چاپ برای چاپ فارسی توسط چارلز ویلکینز(Sir Charles Wilkins) که یک دانشمند زبان‌شناس بود ساخته شد. این ماشین با خط نستعلیق کار می‌کرد. نخستین فرهنگ دوزبانهٔ فارسی-انگلیسی در هند به سال ۱۷۸۰ با عنوان A compendious vocabulary English and Persian , نوشته فرانسیس گلادوین با این دستگاه به چاپ رسید و در سال ۱۷۸۱ نخستین کتاب فارسی چاپ شده در هند با عنوان انشای هرکرن با آن چاپ شد. از این دستگاه علاوه بر چاپ کتاب‌های فارسی برای چاپ برخی آگهی‌های فارسی کمپانی هند شرقی نیز استفاده می‌شد. در سال ۱۷۸۸ کتاب لیلی و مجنون هاتفی خرجردی با کوشش و تصحیح ویلیام جونز به عنوان اولین کتاب ادبی فارسی در هند چاپ شد. نخستین کتاب آموزشی فارسی نیز به سال ۱۷۹۲ با عنوان درس‌های فارسی و انگلیسی (Persian and English works) در کلکته چاپ شد. اوایل سده نوزدهم دوران درخشان چاپ کتاب‌های فارسی در هند است. خاورشناسانی که در کمپانی هند شرقی کار می‌کردند به کشورداران سفارش می‌کردند که چون هندوها و مسلمانان گرایشی به پذیرش فرهنگ نوین غربی ندارند از اینرو بهتر است دست به آراستن و نیروبخشی به مظاهر تمدن‌های موجود در شبه قاره زد. کمپانی نیز به این راهبرد روی آورد تا به جای که هزینه‌های کلان برای چاپ کتاب‌های فارسی کرد و از آن جمله است تخصیص ۲۰۰۰ پوند برای چاپ کامل دوره کارهای پورسینا. این دوران طلایی در هفتم مارس ۱۸۳۵ با روی کار آمدن حکمران جدید سر چارلز ترولیان به پایان رسید. او اعلام کرد که دیگر بودجه‌ای برای چاپ و رواج دادن زبان شرقی اختصاص نخواهد یافت و بهتر است هندیان سرگرم ادبیات و هنر اروپایی شوند. با این همه چاپ کتاب‌های فارسی در هند ادامه یافت و سده نوزدهم را تبدیل به یکی از درخشان‌ترین سده‌های چاپ کتاب‌های فارسی کرد.
روزنامه‌نگاری فارسی در هند قدمتی بیش از روزنامه‌نگاری فارسی در ایران دارد. از سال ۱۸۲۱ چاپ روزنامه‌های فارسی توسط هندی‌ها آغاز گردید. هند مرکز مهم چاپ روزنامه‌هایی بود که توسط آزادی‌خواهان و روشنفکران ایرانی مقیم هند منتشر می‌شد تا آغاز جنگ جهانی اول از مجموع حدود ۴۷ روزنامه‌ای که در خارج از به زبان فارسی منتشر می‌شد هندوستان با ۱۹ روزنامه مقام نخست را داشت. در سال ۱۸۴۶ هم‌زمان ۶ روزنامه فارسی به هواداری از جنبش مشروطیت ایران در هند چاپ می‌شد.